# Терновой, Константин Сергеевич
Константи́н Серге́евич Терново́й (16 апреля 1924, Одесса — 26 октября 1997, Киев) — советский и украинский деятель медицины, доктор медицинских наук, профессор, академик АН УССР (1982), заслуженный деятель науки УССР (1974), заслуженный врач УССР (1965). Лауреат Государственных премий СССР и УССР.

## Биография
Родился 16 апреля 1924 года в городе Одесса в семье украинца Сергея Михайловича Тернового и болгарки Галины Калениковны Терновой (Каравелковой). 
В 1939 году Константин Терновой окончил среднюю школу в Одессе и поступил курсантом в Одесскую артиллерийскую специальную школу, по окончании которой призван в ряды Красной армии. Командовал артиллерийским взводом, затем, как старший лейтенант — батареей отдельного истребительного противотанкового дивизиона на Центральном и Южном фронтах.
В 1944 году поступил на лечебный факультет Одесского государственного медицинского института имени Н. И. Пирогова. 
С 1949 года в городе Ворошиловград главный врач городской больницы. С 1954 года работает начальником санитарной авиации Одесской области, а затем в течение 10 лет — главным врачом областной клинической больницы.
В 1970—1991 годах — начальник четвёртого Главного управления при министерстве здравоохранения УССР. С 1971 года одновременно заместитель министра здравоохранения УССР.
В 1979 году избран членом-корреспондентом АН УССР, а в 1982 году — академиком АН УССР.
Депутат Верховного Совета УССР 10-го созыва.
Умер 26 октября 1997 года в Киеве.

## Награды
- Дважды орден Отечественной войны 1-й степени;
- Дважды орден Трудового Красного Знамени;
- Орден «Знак Почёта»;
- Государственная премия УССР в области науки и техники (1981);
- Государственная премия СССР (1985);
- Заслуженный деятель науки УССР (1974);
- Заслуженный врач УССР (1965).